# Grado centesimal

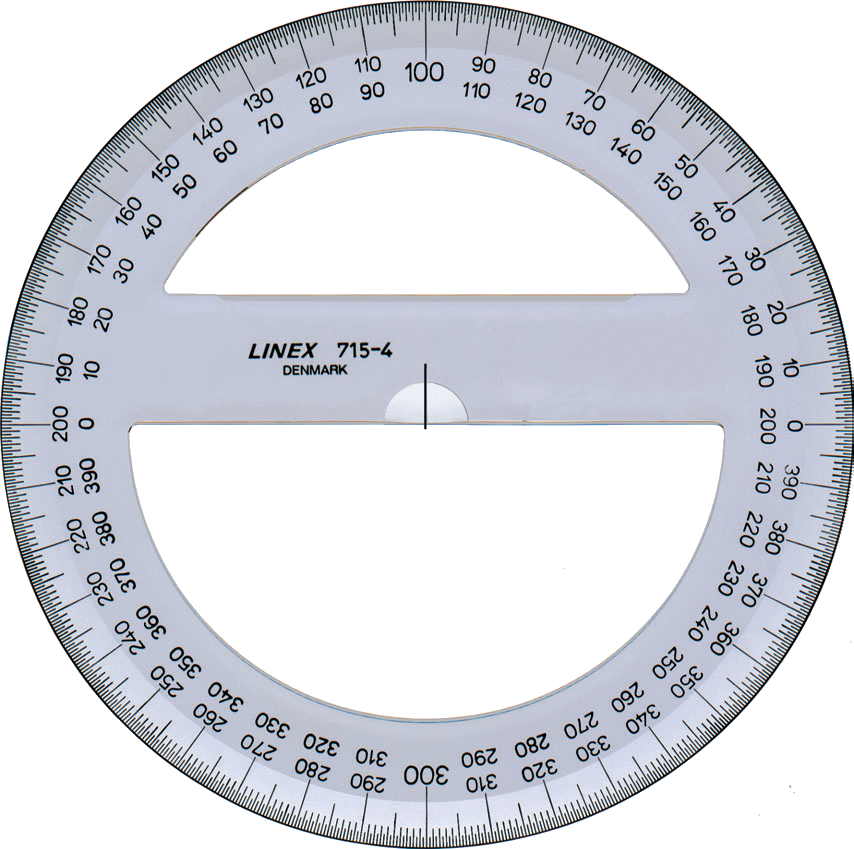
Transportador de ángulos dividido en grados centesimales y amplitud de 400^{g}.

El grado centesimal o gon —también llamado gradián (plural: gradianes, no confundir con radián) y gonio— es una unidad de medida de ángulos planos, alternativa al grado sexagesimal y al radián. El valor de un grado centesimal se define como el ángulo central subtendido por un arco, cuya longitud es la cuadringentésima (1/400) parte de una circunferencia. Su símbolo es una ge minúscula, en superíndice, colocada tras la cifra en cuestión; por ejemplo, 12,4574g. El grado centesimal, así  como el grado sexagesimal, no pertenece al Sistema Internacional de Unidades.
Debido a que la circunferencia se divide en 400 gon, por ejemplo un ángulo recto equivale a 100 gon, lo que permite determinar que un grado centesimal equivale a nueve décimas partes del grado sexagesimal.
La denominación de gon suele restringirse a los ámbitos especializados de la topografía y la ingeniería civil, donde es muy utilizada esta unidad de medida para definir el valor de los ángulos. La denominación de gradián se emplea en las calculadoras, en las que suele representarse con el término inglés gradian.

## Historia
Existía una denominación anterior de esta unidad como grado centígrado. Para evitar confusiones, en 1948 la unidad homónima de temperatura pasó a denominarse oficialmente grado Celsius, aunque popularmente el grado Celsius se siga denominando centígrado. Esto es parcialmente incorrecto, ya que la escala Kelvin también es centígrada (es una escala que toma de referencia 100 partes iguales, en este caso, punto de congelación y ebullición del agua destilada) y el término sería ambiguo.

### Relación con el tamaño de la Tierra
Atendiendo a la definición de metro utilizada en 1889, un kilómetro debería corresponder a la longitud de un arco de meridiano cuya amplitud es un minuto centesimal; aunque mediciones posteriores más precisas del tamaño de la Tierra mostraron que existen diferencias.

## Equivalencias
El grado centesimal surge de la división del plano cartesiano en cuatrocientos ángulos iguales, con vértice común. Cada cuadrante posee una amplitud 100 grados centesimales, y la suma de los cuatro cuadrantes mide 400 grados centesimales.
Equivalencia entre grados sexagesimales y centesimales
0° = 0g
90° = 100g
180° = 200g
270° = 300g
360° = 400g
Ejemplo
Los siguientes valores angulares son equivalentes:
- 23°47′35″ grados sexagesimales
- 23,7931º grados sexagesimales con fracción decimal
- 26g 43c 67cc gons con minutos y segundos centesimales
- 26,4367g gons o grados centesimales

Los minutos y segundos de gon se corresponden con la fracción decimal de gon, cosa que no ocurre con los grados sexagesimales. No deben confundirse los grados centesimales con el uso de fracciones decimales para expresar ángulos en grados sexagesimales.
Sus divisores son:
- 1 grado centesimal = 100 minutos centesimales (100m o 100c)
- 1 minuto centesimal = 100 segundos centesimales (100s o 100cc)

## Conversión de ángulos comunes
| Revolución     | Radian  | Radian  | Radian        | Grado sexagesimal | Gradián | Miliradián  | Miliradián  | Miliradián      | Puntos del compás |
| -------------- | ------- | ------- | ------------- | ----------------- | ------- | ----------- | ----------- | --------------- | ----------------- |
| 0 de circulo   | 0 rad   | 0 rad   | 0 rad         | 0°                | 0g      | 0 mrad      | 0 mrad      | 0 mrad          | 0 pt              |
| 172 de circulo | π36 rad | 𝜏72 rad | ≈ 0,08727 rad | 5°                | 509g    | 250π9 mrad  | 125𝜏9 mrad  | ≈ 87,266 mrad   | 49 pt             |
| 124 de circulo | π12 rad | 𝜏24 rad | ≈ 0,2618 rad  | 15°               | 503g    | 250π3 mrad  | 125𝜏3 mrad  | ≈ 261,799 mrad  | 43 pt             |
| 116 de circulo | π8 rad  | 𝜏16 rad | ≈ 0,3927 rad  | 22,5° o 22°30′    | 25g     | 125π mrad   | 125𝜏2 mrad  | ≈ 392,699 mrad  | 2 pt              |
| 112 de circulo | π6 rad  | 𝜏12 rad | ≈ 0,5236 rad  | 30°               | 1003g   | 500π3 mrad  | 250𝜏3 mrad  | ≈ 523,599 mrad  | 83 pt             |
| 110 de circulo | π5 rad  | 𝜏10 rad | ≈ 0,6283 rad  | 36°               | 40g     | 200π mrad   | 100𝜏 mrad   | ≈ 628,319 mrad  | 165 pt            |
| 18 de circulo  | π4 rad  | 𝜏8 rad  | ≈ 0,7854 rad  | 45°               | 50g     | 250π mrad   | 125𝜏 mrad   | ≈ 785,398 mrad  | 4 pt              |
| 12π de circulo | 1 rad   | 1 rad   | 1 rad         | 180π°             | 200πg   | 1000 mrad   | 1000 mrad   | 1000 mrad       | 16π pt            |
| 16 de circulo  | π3 rad  | 𝜏6 rad  | ≈ 1,047 rad   | 60°               | 2003g   | 1000π3 mrad | 500𝜏3 mrad  | ≈ 1047,198 mrad | 163 pt            |
| 15 de circulo  | 2π5 rad | 𝜏5 rad  | ≈ 1,257 rad   | 72°               | 80g     | 400π mrad   | 200𝜏 mrad   | ≈ 1256,637 mrad | 325 pt            |
| 14 de circulo  | π2 rad  | 𝜏4 rad  | ≈ 1,571 rad   | 90°               | 100g    | 500π mrad   | 250𝜏 mrad   | ≈ 1570,796 mrad | 8 pt              |
| 13 de circulo  | 2π3 rad | 𝜏3 rad  | ≈ 2,094 rad   | 120°              | 4003g   | 2000π3 mrad | 1000𝜏3 mrad | ≈ 2094,395 mrad | 323 pt            |
| 25 de circulo  | 4π5 rad | 2𝜏5 rad | ≈ 2,513 rad   | 144°              | 160g    | 800π mrad   | 400𝜏 mrad   | ≈ 2513,274 mrad | 645 pt            |
| 12 de circulo  | π rad   | 𝜏2 rad  | ≈ 3,142 rad   | 180°              | 200g    | 1000π mrad  | 500𝜏 mrad   | ≈ 3141,593 mrad | 16 pt             |
| 34 de circulo  | 3π2 rad | 3𝜏4 rad | ≈ 4,712 rad   | 270°              | 300g    | 1500π mrad  | 750𝜏 mrad   | ≈ 4712,389 mrad | 24 pt             |
| 1 circulo      | 2π rad  | 𝜏 rad   | ≈ 6,283 rad   | 360°              | 400g    | 2000π mrad  | 1000𝜏 mrad  | ≈ 6283,185 mrad | 32 pt             |

1. ↑  En esta tabla, 𝜏 equivale a 2π.

## Diferencia entre radián, gradián, y grado sexagesimal
Los tres son unidades de medida de ángulos planos, y se diferencian así:
- Radián (rad): arco cuya longitud es la del radio.
- Gradián o grado centesimal (g): arco cuya longitud es la cuadringentésima (1/400) parte de una circunferencia.
- Grado sexagesimal (°): arco cuya longitud es la tricentésima sexagésima (1/360) parte de una circunferencia.